# Avicularia
Avicularia là một chi nhện trong họ Theraphosidae.

## Các loài
Chi này gồm các loài:
- Avicularia affinis (Nicolet, 1849)
- Avicularia ancylochira Mello-Leitão, 1923
- Avicularia arabica (Strand, 1908)
- Avicularia aurantiaca Bauer, 1996
- Avicularia avicularia (Linnaeus, 1758)
  - Avicularia avicularia variegata F. O. P.-Cambridge, 1896
- Avicularia aymara (Chamberlin, 1916)
- Avicularia azuraklaasi Tesmoingt, 1996
- Avicularia bicegoi Mello-Leitão, 1923
- Avicularia braunshauseni Tesmoingt, 1999
- Avicularia caesia (C. L. Koch, 1842)
- Avicularia cuminami Mello-Leitão, 1930
- Avicularia detrita (C. L. Koch, 1842)
- Avicularia diversipes (C. L. Koch, 1842)
- Avicularia doleschalli (Ausserer, 1871)
- Avicularia exilis Strand, 1907
- Avicularia fasciculata Strand, 1907
  - Avicularia fasciculata clara Strand, 1907
- Avicularia gamba Bertani & Fukushima, 2009
- Avicularia geroldi Tesmoingt, 1999
- Avicularia glauca Simon, 1891
- Avicularia gracilis (Keyserling, 1891)
- Avicularia hirschii Bullmer, Thierer-Lutz & Schmidt, 2006
- Avicularia hirsuta (Ausserer, 1875)
- Avicularia holmbergi Thorell, 1890
- Avicularia huriana Tesmoingt, 1996
- Avicularia juruensis Mello-Leitão, 1923
- Avicularia laeta (C. L. Koch, 1842)
- Avicularia leporina (C. L. Koch, 1841)
- Avicularia metallica Ausserer, 1875
- Avicularia minatrix Pocock, 1903
- Avicularia nigrotaeniata Mello-Leitão, 1940
- Avicularia ochracea (Perty, 1833)
- Avicularia palmicola Mello-Leitão, 1945
- Avicularia plantaris (C. L. Koch, 1842)
- Avicularia pulchra Mello-Leitão, 1933
- Avicularia purpurea Kirk, 1990
- Avicularia rapax (Ausserer, 1875)
- Avicularia recifiensis Struchen & Brändle, 1996
- Avicularia rufa Schiapelli & Gerschman, 1945
- Avicularia rutilans Ausserer, 1875
- Avicularia sooretama Bertani & Fukushima, 2009
- Avicularia soratae Strand, 1907
- Avicularia subvulpina Strand, 1906
- Avicularia surinamensis Strand, 1907
- Avicularia taunayi (Mello-Leitão, 1920)
- Avicularia ulrichea Tesmoingt, 1996
- Avicularia urticans Schmidt, 1994
- Avicularia velutina Simon, 1889
- Avicularia versicolor (Walckenaer, 1837)
- Avicularia walckenaeri (Perty, 1833)